# اضطراب المعارض المتحدي
اضطراب المعارض المتحدي  هو اضطراب يعرف بأنه نمط من السلوك المزاجي المتسم بالحدة والجدلية والتحدي ونزعة الانتقام لفترة تستمر على الأقل ستة أشهر، تكون واضحة بأربعة أعراض على الأقل من الفئات المزاجية والتي يمكن لأشخاص من غير الأخوة ملاحظتها عند التعامل مع الشخص. يختلف الأطفال الذين يعانون من اضطراب التحدي الاعتراضي عن أولئلك المصابين باضطراب السلوك بأن الأوليين ليسوا عنيفين تجاه الأشخاص أو الحيوانات ولا يخربون الممتلكات أو يميلون إلى السرقة أو الخداع. يتعذر تشخيص اضطراب التحدي الاعتراضي لدى الأطفال الذين يبدون أعراض اضطراب السلوك.

## العلامات والأعراض
نص التنقيح الرابع للدليل التشخيصي والإحصائي (الذي حلت الطبعة الخامسة من الدليل التشخيصي والإحصائي للاضطرابات النفسية محله الآن) على ضرورة أن يظهر على الطفل أربع علامات وأعراض من أصل ثمانية حتى تنطبق عليه العتبة التشخيصية لاضطراب التحدي المعارض. تشتمل هذه الأعراض على:
1. أن يكون حاد الطباع في أغلب الأحيان.
2. أن يكون شديد الحساسية وسهل الاستياء في أغلب الأحيان.
3. أن يكون غاضبًا وممتعضًا في أغلب الأحيان.
4. أن يتجادل مع صور السلطة في أغلب الأحيان، أو مع الراشدين عند التحدث عن الأطفال والمراهقين.
5. أن يتحدى أو يرفض بقوّة الامتثال لطلبات صور السلطة أو القواعد في أغلب الأحيان.
6. أن يزعج الآخرين عمدًا في أغلب الأحيان.
7. أن يلوم الآخرين على أخطائه وسوء تصرفاته في أغلب الأحيان.
8. أن يتصرف بحقد أو انتقام لمرتين على الأقل خلال الأشهر الستة الماضية.[7][8]

غالبًا ما تستهدف هذه السلوكيات صورة السلطة، كالمعلم أو أحد الوالدين مثلًا.  قد تكون مثل هذه السلوكيات نمطيةً عند حدوثها بين الأشقاء، لذا يجب ملاحظتها مع أفراد آخرين غير الأشقاء للتمكن من تشخيص اضطراب التحدي المعارض. قد يُظهر الأطفال الذين يعانون من اضطراب التحدي المعارض سلوكًا عدوانيًا لفظيًا. ومع ذلك، لا يُظهر هؤلاء الأطفال العدوانية الجسدية التي يمكن ملاحظتها لدى الأطفال المصابين باضطراب المسلك. علاوةً على ذلك، يجب أن تستمر الأعراض والعلامات مدةً أطول من ستة أشهر، ويقتضي بحثها فيما يتجاوز سن الطفل العادي وجنسه وثقافته لكي يصبح التشخيص ملائمًا. تتكرر هذه الأعراض والعلامات في معظم الأيام على مدى ستة أشهر بالنسبة للأطفال الذين تقل أعمارهم عن خمسة سنوات، بينما تتكرر هذه الأعراض لمرة واحدة في الأسبوع على الأقل على مدى ستة أشهر على الأقل لدى الأطفال الذين تزيد أعمارهم عن 5 سنوات. يمكن ملاحظة هذه الأعراض في بيئة واحدة وحسب، ويُعد المنزل أكثرها شيوعًا، فتُعتبر بذلك شدّة الاضطراب خفيفة. يوصف الاضطراب بأنه معتدل الشدة إن جرت ملاحظة الأعراض في بيئتين، بينما يُعتبر شديدًا في حال ملاحظة الأعراض في ثلاث بيئات أو أكثر.
تسفر الأنماط السلوكية هذه عن صعوبات في المدرسة و/أو الأماكن الاجتماعية الأخرى. 

### المسببات
لا يوجد أي عامل محدد بوصفه مسببًا مباشرًا لاضطراب التحدي المعارض. يُعتبر عدد الباحثين الذين يدرسون العوامل المسببة المرتبطة باضطراب التحدي المعارض بالتحديد محدودًا. غالبًا ما تنظر الأدبيات في عوامل الخطر الشائعة المرتبطة بجميع السلوكيات التخريبية، عوضًا عن النظر في تلك المرتبطة باضطراب التحدي المعارض تحديدًا. يسود الاعتقاد بتطابق أعراض اضطراب التحدي المعارض واضطراب المسلك، وذلك على الرغم من اختلاف هذين الاضطرابين من حيث الأعراض. أظهرت الأبحاث أن أسباب السلوكيات التخريبية كالتي تظهر لدى المصابين باضطراب التحدي المعارض مثلًا متعددة العوامل. ومع ذلك، عُزيت السلوكيات التخريبية غالبًا إما إلى عوامل بيولوجية أو بيئية.

### التأثيرات الوراثية
تشير الأبحاث إلى أن الآباء يورثون أطفالهم نزعةً للإصابة بالاضطرابات الخارجية، والتي قد تظهر في طرق متعددة مثل شرود الانتباه وفرط الحركة أو مشاكل معارضة أو مسلكية. أظهرت الأبحاث أيضًا وجود تداخل جيني بين اضطراب التحدي المعارض وبعض الاضطرابات الخارجية الأخرى. تختلف قابلية التوريث حسب العمر، والسن الذي يبدأ فيه الاضطراب، بالإضافة إلى عوامل أخرى. تشير الدراسات التوأمية ودراسات التبني إلى أن 50% أو أكثر من التباينات المسببة للسلوك المعادي للمجتمع تُنسب إلى الوراثة لدى كل من الذكور والإناث. تُعتبر العائلات التي تمتلك تاريخًا من الإصابات باضطراب قصور الانتباه وفرط الحركة أو اضطرابات تعاطي المخدرات أو الاضطرابات المزاجية أكثر عرضةً لإصابة أفرادها باضطراب التحدي المعارض، الأمر الذي يشير إلى احتمالية أن تكون قابلية التعرض للإصابة باضطراب التحدي المعارض صفةً موروثةً. قد يزيد كل من الطبع الصعب والاندفاع والرغبة في الحصول على المكافآت من خطر الإصابة باضطراب التحدي المعارض. حددت الدراسات الجديدة المتعلقة بالمتغيرات الجينية التفاعلات الجينية البيئية المحتملة (جينية × بيئية)، ولا سيما فيما يخص الإصابة بالمشاكل المسلكية. يلعب المتغير الجيني الذي يشفر أنزيم استقلاب النواقل العصبية (أكسيداز أحادي الأمين-أ) –ذو الصلة بالنظم العصبية المرتبطة بالعدوانية- دورًا رئيسيًا في تنظيم السلوك بعد وقوع الحوادث الخطرة. تظهر دراسات تصوير الدماغ أنماط إثارة في مناطق الدماغ المرتبطة بالعدوانية استجابةً للمنبهات المحرضة للعواطف.

### العوامل السابقة للولادة ومضاعفات الولادة
ترتبط العديد من مشاكل الحمل والولادة باحتمالية الإصابة بالمشاكل المسلكية. يزداد خطر الإصابة باضطراب التحدي المعارض نتيجةً لسوء التغذية ولا سيما نقص البروتين، والتسمم بالرصاص أو التعرض له، وتعاطي الأم للكحول أو مواد أخرى خلال الحمل. خلصت العديد من الأبحاث إلى وجود علاقة بين تعاطي المخدرات قبل الولادة وتطوير الطفل لسلوكيات تخريبية مثل اضطراب التحدي المعارض. لا تتوفر أدلة قوية على وجود سبب بيولوجي مباشر للإصابة باضطراب التحدي المعارض على الرغم من ارتباطه بعوامل الحمل والولادة.

### العوامل العصبية الحيوية
قد يؤدي العجز أو الإصابات الدماغية في مناطق معينة من الدماغ إلى تطوير مشاكل سلوكية خطيرة لدى الأطفال. أشارت دراسات تصوير الدماغ إلى احتمالية امتلاك الأطفال الذين يعانون من اضطراب التحدي المعارض اختلافات طفيفة في الجزء المسؤول عن التفكير والحكم والسيطرة على الانفعالات في الدماغ. يُعتقد أن الأطفال المصابين باضطراب التحدي المعارض يمتلكون نظام تنشيط سلوكيًا (بي. إيه. إس.) شديد النشاط ونظام تثبيط سلوكيًا (بي. آي. إس.) خاملًا. يحفز نظام التنشيط السلوكي السلوك استجابةً للإشارات المتعلقة بالمكافآت أو عدم المعاقبة. يولد نظام التثبيط السلوكي القلق ويثبط السلوك المستمر عند وقوع أحداث جديدة، وفي ظل منبهات الخوف الفطرية، والإشارات المرتبطة بعدم المكافأة أو العقوبة. لاحظت دراسات التصوير العصبي أيضًا وجود تشوهات هيكلية ووظيفية في العديد من مناطق الدماغ لدى الشباب الذين يعانون من اضطرابات في المسلك. تشتمل مناطق الدماغ هذه على الجسم اللوزي والقشرة الجبهية الأمامية والقشرة الحزامية الأمامية وفص الجزيرة، فضلًا عن المناطق المترابطة الأخرى.